# Westin Leipzig
 (février 2023).
La mise en forme du texte ne suit pas les recommandations de Wikipédia : il faut le « wikifier ».
Les points d'amélioration suivants sont les cas les plus fréquents. Le détail des points à revoir est peut-être précisé sur la page de discussion.
- Les titres sont pré-formatés par le logiciel. Ils ne sont ni en capitales, ni en gras.
- Le texte ne doit pas être écrit en capitales (les noms de famille non plus), ni en gras, ni en italique, ni en « petit »…
- Le gras n'est utilisé que pour surligner le titre de l'article dans l'introduction, une seule fois.
- L'italique est rarement utilisé : mots en langue étrangère, titres d'œuvres, noms de bateaux, etc.
- Les citations ne sont pas en italique mais en corps de texte normal. Elles sont entourées par des guillemets français : « et ».
- Les listes à puces sont à éviter, des paragraphes rédigés étant largement préférés. Les tableaux sont à réserver à la présentation de données structurées (résultats, etc.).
- Les appels de note de bas de page (petits chiffres en exposant, introduits par l'outil «  Source ») sont à placer entre la fin de phrase et le point final[comme ça].
- Les liens internes (vers d'autres articles de Wikipédia) sont à choisir avec parcimonie. Créez des liens vers des articles approfondissant le sujet. Les termes génériques sans rapport avec le sujet sont à éviter, ainsi que les répétitions de liens vers un même terme.
- Les liens externes sont à placer uniquement dans une section « Liens externes », à la fin de l'article. Ces liens sont à choisir avec parcimonie suivant les règles définies. Si un lien sert de source à l'article, son insertion dans le texte est à faire par les notes de bas de page.
- La présentation des références doit suivre les conventions bibliographiques. Il est recommandé d'utiliser les modèles {{Ouvrage}}, {{Chapitre}}, {{Article}}, {{Lien web}} et/ou {{Bibliographie}}. Le mode d'édition visuel peut mettre en forme automatiquement les références.
- Insérer une infobox (cadre d'informations à droite) n'est pas obligatoire pour parachever la mise en page.

Pour une aide détaillée, merci de consulter Aide:Wikification.
Si vous pensez que ces points ont été résolus, vous pouvez retirer ce bandeau et améliorer la mise en forme d'un autre article.
À 96,8 mètres de haut, le gratte-ciel Westin Leipzig est au 2e rang des bâtiments les plus hauts de Leipzig. L'hôtel construit pour l'opérateur hôtelier d'Allemagne de l'Est Interhotel sous le nom d'«Hôtel Merkur», appartient à la chaîne Starwood depuis 2003 et, depuis la reprise, elle appartient désormais au groupe Marriott. Il compte 436 chambres réparties sur 27 étages, dont 17 étages pour les clients de l'hôtel et 3 étages de bureaux. Il y a une piscine et un espace bien-être au 4e étage. Le bâtiment abrite les restaurants «Gusto», «Brühl» et «Falco» et le bar/lounge «Shinto».

## De l'étude à la construction
Dans le concept de la Leipziger Messe (foire commerciale de Leipzig) en 1971, la construction d'hôtels supplémentaires pour les visiteurs étrangers de la foire était une tâche prioritaire. Les urbanistes du bureau de l'architecte en chef de la ville de Leipzig avaient examiné et proposé plusieurs emplacements. Mais les choses se sont passées différemment. Le projet des architectes de la Kajima Corporation de Tokyo était déjà terminé; la seule chose à faire à Leipzig était de trouver un terrain convenable et de le mettre à disposition. Un emplacement a été choisi qui n'avait pas été prévu auparavant pour une dominante de grande hauteur.
Le contrat de construction de l'hôtel cinq étoiles a été signé en 1978 entre «la société de commerce extérieur de la RDA Limex» et «la Japan GDR Project Company». Kajima a pris en charge la planification et l'exécution du projet. Le coût de la construction était de 16,1 milliard de Yen Cela correspondait à environ 157 millions de Deutsche Mark au taux de change moyen négocié sur les marchés des changes internationaux au 1er janvier 1981. La première pierre a été posée en septembre 1978. Toutes les pièces préfabriquées en béton nécessaires à la construction des façades extérieures ont été livré de Berlin-Ouest. Le 31 janvier 1981 Kajima a remis le bâtiment à Interhotel.
Le 13 mars 1981, en même temps que l'ouverture de la Frühjahrsmesse (Foire de printemps), l'hôtel a également été ouvert sous le nom d'«Hôtel Merkur». Outre les ministres et secrétaires d'État de la République démocratique allemande, une centaine de représentants d'entreprises japonaises étaient présents.

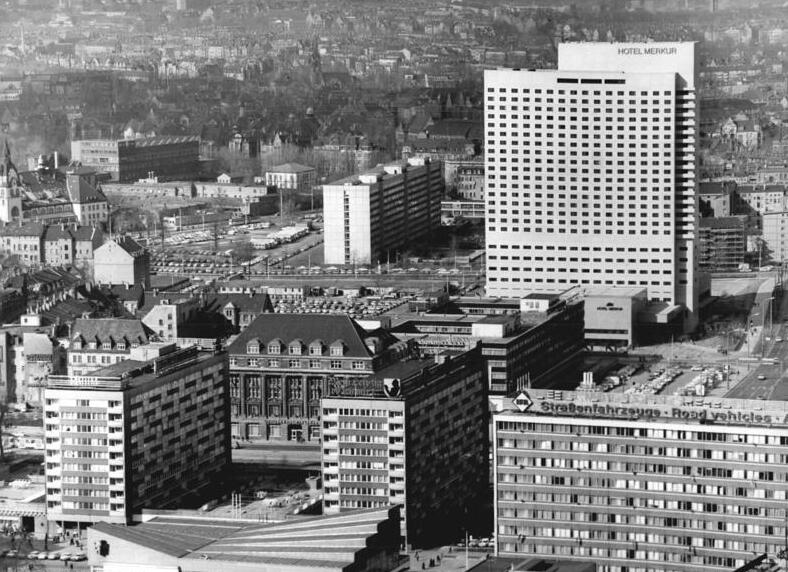
Hotel Merkur (1981)

L'entreprise de construction (gros œuvre) était Dyckerhoff & Widmann AG, qui a également fait livrer les éléments préfabriqués en béton de Berlin-Ouest. L'assemblage de l'ascenseur a été réalisé par une société japonaise. AB Svenska Fläktfabriken de Suède a repris le chauffage, la climatisation et la plomberie. Des entreprises est-allemandes ont participé à la construction, depuis l'aménagement intérieur jusqu'à l'étanchéité du toit plat (VEB Spezialbau Magdeburg) et la plomberie (tôlerie).

## L'hôtel à l'époque et à présent
Lors de son ouverture, l'«Hôtel Merkur» comptait 447 chambres et appartements climatisés avec 700 lits, douze restaurants, bars et clubs totalisant 800 places - dont le restaurant «Sakura», le 2e restaurant japonais d'Allemagne de l'Est après un restaurant à Suhl - ainsi que cinq salons et un centre de banquet et de congrès de 265 places. L'hôtel employait 740 personnes, dont 110 à l'Intershop. L'hôtel disposait de 15 véhicules internes des marques Wartburg, Lada et Volvo. L'hôtel avait également son propre bureau des passeports et de visas.
En janvier 1987 se réunissait à l'hôtel le 15e Congrès des Internistes , en avril le Congrès International de la Société d'Anatomie; en septembre de la même année, le 23e anniversaire de la Société européenne pour l'étude du diabète. Le 8 mars 1990, le premier casino de Leipzig (toujours pendant la réunification allemande) a ouvert ses portes à l'«Hôtel Merkur». Dans la liste des dix premiers de l' Allgemeine Hotel- und Gastronomie-Zeitung (AHGZ) en 1991, l'«Hôtel Merkur» était classé 8e parmi les meilleurs hôtels d'Allemagne.

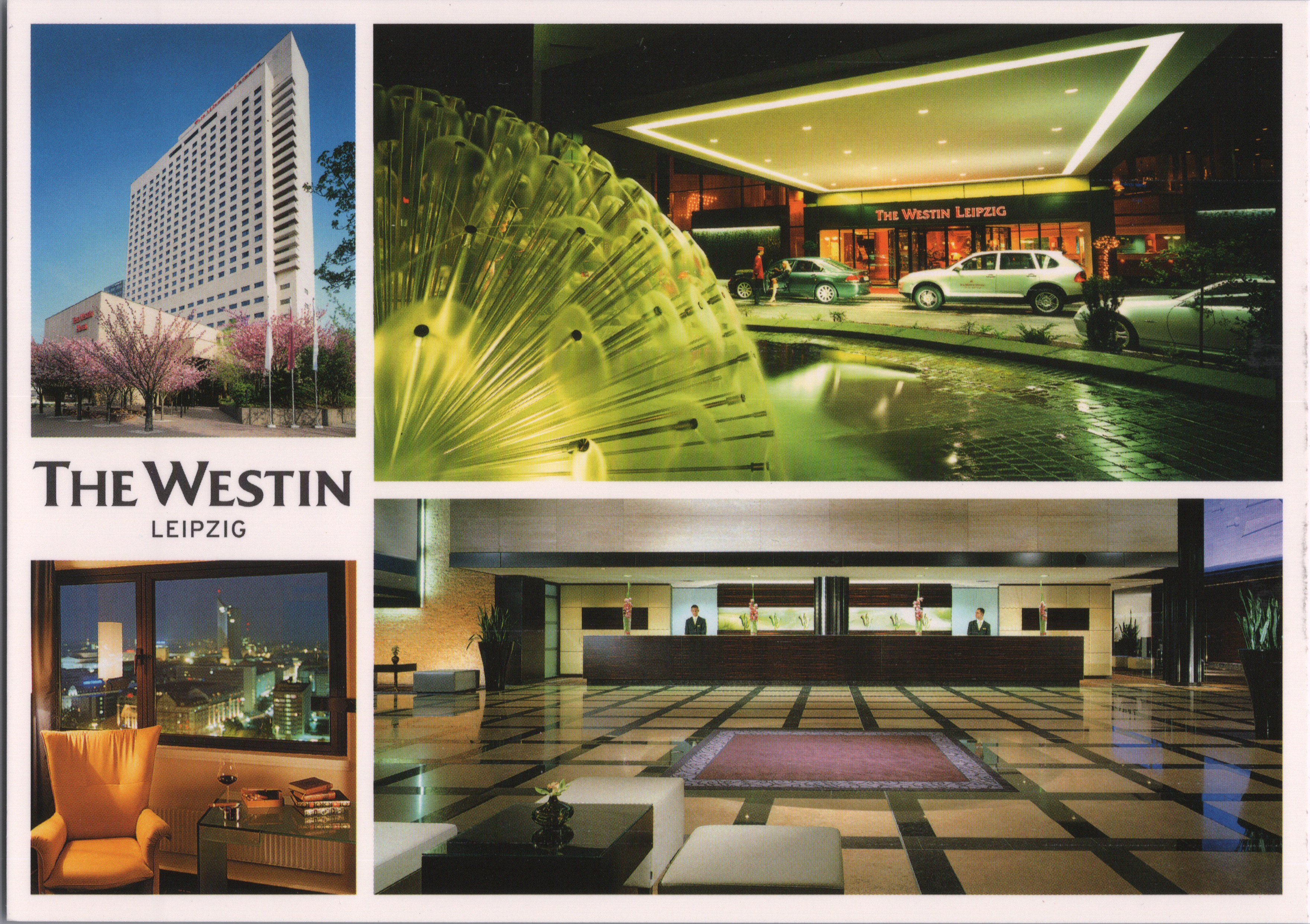
Carte postale (2008)

La Treuhandanstalt a d'abord continué à gérer les Interhotels, mais les a ensuite vendus à des investisseurs. Le 1er janvier 1993, l' «Interhôtel Merkur» est devenu l'«Hôtel InterContinental Leipzig» et fait partie du groupe Intercontinental Hotels. Entre 1993 et 1994, un total de 43 millions de Deutsche Mark a été investi dans la rénovation et la transformation. À l'occasion du 50e anniversaire d'Inter-Continental Hotels & Resorts, l'hôtel a lancé la campagne environnementale et caritative "One Day for Leipzig" en 1996.
Fin 2002, l'hôtel quatre étoiles est repris par la chaîne Westin; depuis le 1er janvier 2003, il fonctionne sous le nom de «The Westin Leipzig». Le 28 avril 2005, le restaurant «Falco» a été ouvert au 27e étage sous la direction de Peter Maria Schnurr. En 2007, le restaurant gastronomique a reçu sa première étoile Michelin et en 2008, le Falco a reçu sa deuxième étoile Michelin. C'était le premier restaurant des nouveaux Länder avec deux étoiles Michelin. Selon les médias datant de novembre 2023, le restaurant sera fermé définitivement car il n'est plus viable en raison du manque de travailleurs qualifiés et de l'augmentation considérable des coûts.
A l'occasion du 30e anniversaire de l'hôtel (2011), Bild a publié des détails du dossier Stasi de l'«Hôtel Merkur» avec «des dossiers personnels de sexe à vendre, d'espions maladroits et d'employés d'hôtel qui ont même trahi leurs propres collègues».
En octobre 2021, il y a eu une discussion médiatique sur l'hôtel après que le chanteur Gil Ofarim a affirmé avoir été traité de manière antisémite par un réceptionniste à cause de son collier étoile de David. L'employé a déposé une plainte en diffamation contre Ofarim et une plainte de menaces fondée sur des publications sur les réseaux sociaux. L'hôtel a initialement mis deux employés en congé et a engagé un cabinet d'avocats pour enquêter. Celui-ci n'a trouvé aucune preuve de mesures pénales ou de droit du travail à l'encontre des employés. L'affaire a été soumise au parquet pour examen judiciaire. Selon les médias, aucune chaîne avec une étoile de David visible n'a pu être identifiée sur les vidéos de surveillance de l'hôtel. Une fois l'enquête terminée, le parquet de Leipzig a abandonné l'affaire contre l'employé de l'hôtel et a porté des accusations de diffamation et de faux soupçons contre Ofarim. Le procès contre Ofarim a débuté le 7 novembre 2023, avec dix jours de procès prévus.

## Récompenses
- Restaurant des Jahres 2007 (Restaurant de l'année 2007) pour le Falco
- 2007 première étoile Michelin pour le Falco
- 2008 deuxième étoile Michelin pour le Falco